# 虞正縉
虞正缙（？—？），號翼垣，湖廣德安府随州民籍，应城县人，明朝政治人物。

## 生平
万历三十一年（1603年）癸卯科湖廣乡试舉人，三十二年（1604年）甲辰科进士，刑部觀政，本年授開封府推官，三十六年補重庆府推官，卒。